# Südostasienspiele 1985/Badminton
Badminton wurde bei den  Südostasienspielen 1985 im Indoor Stadium der Chulalongkorn-Universität, Bangkok, vom 9. bis 15. Dezember ausgetragen.

## Medaillen
| Disziplin    | Gold | Silber | Bronze |
| ------------ | --- | --- | --- |
| Herreneinzel | Icuk Sugiarto                                                                                                  | Eddy Kurniawan | Sompol Kukasemkij |
| Herreneinzel | Icuk Sugiarto                                                                                                  | Eddy Kurniawan | Ong Beng Teong |
| Dameneinzel  | Elizabeth Latief                                                                                               | Ivanna Lie | Darunee Lertvoralak |
| Dameneinzel  | Elizabeth Latief                                                                                               | Ivanna Lie | Ladawan Mulasartsatorn |
| Herrendoppel | Razif Sidek Jalani Sidek                                                                                       | Liem Swie King Hariamanto Kartono | Sawei Chanseorasmee Trirong Limsakul |
| Herrendoppel | Razif Sidek Jalani Sidek                                                                                       | Liem Swie King Hariamanto Kartono | Christian Hadinata Hafid Yusuf |
| Damendoppel  | Rosiana Tendean Imelda Wiguna                                                                                  | Verawaty Fajrin Elizabeth Latief | Jutatip Banjongsilp Penpan Klangthamniem |
| Damendoppel  | Rosiana Tendean Imelda Wiguna                                                                                  | Verawaty Fajrin Elizabeth Latief | Phanwad Jinasuyanont Chitrad Chartrungsun |
| Mixed        | Christian Hadinata Imelda Wiguna                                                                               | Hafid Yusuf Rosiana Tendean | Razif Sidek Leong Choi Lean |
| Mixed        | Christian Hadinata Imelda Wiguna                                                                               | Hafid Yusuf Rosiana Tendean | Sawei Chanseorasmee Jutatip Banjongsilp |
| Herrenteam   | Indonesien Icuk Sugiarto Eddy Kurniawan Liem Swie King Hariamanto Kartono Christian Hadinata Hafid Yusuf       | Malaysia Chong Weng Kai Chuah Han Khim Foo Kok Keong Ong Beng Teong Jalani Sidek Razif Sidek                                           | Thailand Sompol Kukasemkij Sakrapee Thongsari Sakchai Thanasriwanijai Kriangsak Traiwekin Sawei Chanseorasmee Trirong Limsakul Suvit Sampattanavorachai |
| Herrenteam   | Indonesien Icuk Sugiarto Eddy Kurniawan Liem Swie King Hariamanto Kartono Christian Hadinata Hafid Yusuf       | Malaysia Chong Weng Kai Chuah Han Khim Foo Kok Keong Ong Beng Teong Jalani Sidek Razif Sidek                                           | Singapur Hamid Khan Lau Wing Cheok Wong Shoon Keat Wong Shoon Soo Benson Wong                                                                           |
| Damenteam    | Indonesien Ivanna Lie Elizabeth Latief Sarwendah Kusumawardhani Imelda Wiguna Rosiana Tendean Verawaty Wiharjo | Thailand Jutatip Banjongsilp Chitrad Chartrungsun Phanwad Jinasuyanont Penpan Klangthamniem Darunee Lertvoralak Ladawan Mulasartsatorn | Malaysia Juliet Poon Leong Chai Lean Tan Sui Hoon Kok Chan Fong Tan Mei Chuan                                                                           |
| Damenteam    | Indonesien Ivanna Lie Elizabeth Latief Sarwendah Kusumawardhani Imelda Wiguna Rosiana Tendean Verawaty Wiharjo | Thailand Jutatip Banjongsilp Chitrad Chartrungsun Phanwad Jinasuyanont Penpan Klangthamniem Darunee Lertvoralak Ladawan Mulasartsatorn | Singapur Choy Leng Seong Koh Ee Boon Irene Lee Helen Lee Ng Geok Khim                                                                                   |

## Halbfinalresultate
| Disziplin    | Sieger                           | Finalist                                  | Ergebnis          |
| ------------ | -------------------------------- | ----------------------------------------- | ----------------- |
| Herreneinzel | Eddy Kurniawan                   | Sompol Kukasemkij                         | 13–15, 15–9, 15–8 |
| Herreneinzel | Icuk Sugiarto                    | Ong Beng Teong                            | 15–5, 15–6        |
| Dameneinzel  | Elizabeth Latief                 | Ladawan Mulasartsatorn                    | 11–1, 11–7        |
| Dameneinzel  | Ivanna Lie                       | Darunee Lertvoralak                       | 11–7, 11–2        |
| Herrendoppel | Kartono Liem Swie King           | Sawei Chanseorasmee Trirong Limsakul      | 15–4, 15–2        |
| Herrendoppel | Razif Sidek Jalani Sidek         | Christian Hadinata Hafid Yusuf            | 15–10, 15–4       |
| Damendoppel  | Rosiana Tendean Imelda Wiguna    | Jutatip Banjongsilp Penpan Klangthamniem  | 15–0, 15–5        |
| Damendoppel  | Verawaty Fajrin Elizabeth Latief | Chitrad Chartrungsun Phanwad Jinasuyanont | 15–3, 15–4        |
| Mixed        | Christian Hadinata Imelda Wiguna | Razif Sidek Leong Choi Lean               | 15–4, 15–6        |
| Mixed        | Hafid Yusuf Rosiana Tendean      | Sawei Chanseorasmee Jutatip Banjongsilp   | 15–9, 15–7        |

## Finalresultate
| Disziplin    | Sieger                           | Finalist                         | Ergebnis          |
| ------------ | -------------------------------- | -------------------------------- | ----------------- |
| Herreneinzel | Icuk Sugiarto                    | Eddy Kurniawan                   | 15–9, 15–6        |
| Dameneinzel  | Elizabeth Latief                 | Ivanna Lie                       | 12–11, 12–11      |
| Herrendoppel | Razif Sidek Jalani Sidek         | Kartono Liem Swie King           | 6–15, 15–11, 15–5 |
| Damendoppel  | Rosiana Tendean Imelda Wiguna    | Verawaty Fajrin Elizabeth Latief | 15–2, 15–4        |
| Mixed        | Christian Hadinata Imelda Wiguna | Hafid Yusuf Rosiana Tendean      | 15–9, 15–5        |

## Medaillenspiegel
| Platz | Land       | Gold | Silber | Bronze | Gesamt |
| ----- | ---------- | ---- | ------ | ------ | ------ |
| 1     | Indonesien | 6    | 5      | 1      | 12     |
| 2     | Malaysia   | 1    | 1      | 3      | 5      |
| 3     | Thailand   | -    | 1      | 8      | 9      |
| 4     | Singapur   | -    | -      | 2      | 2      |